# 本山城 (土佐国)
本山城（もとやまじょう）は、高知県長岡郡本山町本山にあった日本の城。本山氏の居城。現在、町の史跡に指定されている。

## 概要
土佐嶺北、吉野川の南、田井山の東端に存在する。
本山町の役場等のある中心地から南西に見える、周囲の針葉樹と違って広葉樹に覆われている一体が本山城址であり、一本の高い木が目立ちそこが本丸跡である。
かつては気象庁の測候所やアメダスが置かれていた。現在は城山公園として整備されている。
役場からは歩いて1時間ほどである。

## 歴史・沿革
城主本山氏の先祖は、清和源氏の流れをくむ吉良氏の傍流の八木伊与典とも平氏であるとも但遅麻国造八木氏であるとも伝わる。正確なことはわかっていない。八木氏が地名にちなんで本山氏を名乗ったとされる。その子孫、本山養明は、応安3年（1369年）に五橋荘内惣職という役をもらい土佐の土佐郡・吾川郡の2郡と高岡郡の東部、計5千貫という領地を獲得した。その子が本山茂宗（梅慶）で全盛期を迎える。
勢力の拡大により拠点は本山城から朝倉城へと移され、本山城は茂宗の子の本山茂辰へと譲渡された。天文24年（1555年）茂宗の死後、茂辰は朝倉城に移ったが、永禄3年（1560年）茂辰の家臣が長宗我部氏の兵糧を盗んだために、長宗我部氏は本山城に攻撃した。本山氏は朝倉城を焼いて本山城へ帰ったといわれている。茂辰の死後は、その甥の本山親茂が本山城の城主となった。長宗我部の勢力は増し、本山氏は太刀打ち出来るものではなかった。本山城へ退いたが、ある夜、森城主森孝頼の攻撃を受けた。本山城と森城は宿敵関係にあり、森城は本山城を討つことに怠りはなかった。親茂は城を打って出ようとしたが、家臣に押しとどめられ開城し、瓜生野城に篭ったが、元亀年間に本山氏は長宗我部氏の軍門に降った。
なお、江戸時代には既に城は廃れており、山内一豊は家老の山内刑部（永原一照）に本山一帯の支配を任せ、本山市街の西側の丘に邸（土居）を作りこれを支配した。これが現在の上街公園であり、本山城とは別の場所である。ここには奉行職野中兼山も住んだと言われている。